# دووگیه گروجتسکیه
دووگیه گروجتسکیه (به لهستانی:  Długie Grodzieckie) یک روستا در لهستان است که در گمینا تسرانوو واقع شده‌است.